# Ergo Band, Grażyna Łobaszewska
Ergo Band, Grażyna Łobaszewska – jedyny album studyjny nagrany przez zespół Ergo Band ze swoją wokalistką Grażyną Łobaszewską.
Longplay będący zbiorem utworów zarejestrowanych w latach 1975–1978 w studiu nagraniowym Polskiego Radia Poznań, które w latach 70. dysponowało jedynie analogowym magnetofonem czterośladowym, który nie nadawał się do rejestracji tak dużego składu, grającego na żywo i w studiu Polskiego Radia Warszawa, które posiadało dużo lepszy sprzęt do nagrywania, a mianowicie magnetofon szesnastośladowy.
15 lutego 2019 roku Polskie Nagrania (SX 1606) i Warner Music Poland (01902 9 55784 9 7) po raz kolejny wydały ten album na płycie winylowej. Materiał ten został zremasterowany w listopadzie 2018 roku, zaś pieczę na projektem sprawował lider grupy Kazimierz Plewiński.
25 listopada 2022 roku album ukazał się po raz pierwszy na płycie kompaktowej, nakładem Gad Records (GAD CD 219), która została przygotowana we współpracy z Warner Music Poland i ze sprawującym pieczę nad całością K. Plewińskim.
Podobnie jak edycja winylowa z 2019 roku został zremasterowany z oryginalnych taśm z archiwum Polskich Nagrań, a także uzupełniony o jedno koncertowe nagranie utworu pt. Długi dzień, który nigdy nie został nagrany w Polskim Radio.

## Lista utworów[1][4]
Strona A
1. „A więc” (muz. Jerzy Kurek, Jerzy Lisewski, Kazimierz Plewiński) – 3:45
2. „Dzień jak blues” (muz. Jerzy Lisewski, Jerzy Kurek – sł. Bogdan Olewicz) – 4:20
3. „Za górą gór” (muz. Bożena Bruszewska – sł. Bogdan Olewicz) – 3:50
4. „Gdybyś” (muz. Bożena Bruszewska – sł. Zdzisław Malinowski) – 5:50

Strona B
1. „15 minut spóźnienia” (muz. Jerzy Lisewski) – 3:15
2. „Nocny spacer” (muz. Roman Nowicki – sł. Zdzisław Malinowski) – 4:00
3. „Szedł sobie Johnny dróżką” (muz. Zbigniew Namysłowski – Maria Czubaszek) – 2:40
4. „Pieśń dla ciebie” (muz. Jerzy Lisewski – sł. Natalia Zataj) – 3:20
5. „Zmienność myśli” (muz. Aleksander Maliszewski) – 4:05

Nagrano
- 1975: Polskie Radio Poznań (9)
- 1976: Polskie Radio Poznań (1)
- 05.1976: Polskie Radio Poznań (5, 6)
- 12.1976: Polskie Radio Warszawa (4, 7)
- 1976: Polskie Radio Warszawa (3)
- 1977: Polskie Radio Poznań (2)
- 1978: Polskie Radio Poznań (8)

Bonus na pierwszej reedycji kompaktowej (GAD CD 219) wydanej przez GAD Records w 2022 roku
1. „Długi dzień (Boogie Joe the Grinder)” (live 1976, previously unreleased) (muz. i sł. Quincy Jones, Dave Grusin, Tom Bahler) – 7:36[3]

## Składy zespołu[3][4]
- Grażyna Łobaszewska – śpiew (2-4, 6-8, 10)
- Bożena Bruszewska – kongi, wibrafon, instrumenty perkusyjne (1, 3-7, 9)
- Jacek Delong – saksofon tenorowy i sopranowy (1-7)
- Jerzy Główczewski – saksofon sopranowy (9)
- Jerzy Kurek (Konrad) – gitara, wokal wspierający (1-10)
- Jerzy Lisewski – organy, pianino Fendera, clavinet, syntezator Mooga (1-10)
- Aleksander Maliszewski – puzon (1, 9)
- Marian Napieralski – trąbka (1-7, 9)
- Jan Mazurek – perkusja (1-7, 10)
- Kazimierz Plewiński – gitara basowa, wokal wspierający, kierownik muzyczny (1-10)
- Hubert Szymczyński – puzon (2-7)

## Opracowanie
- Rafał Jasionowicz – foto i projekt graficzny[1]
- Adam Ciesielski – notka[4]

- Kamil Karolak, Kazimierz Plewiński – mastering (wersja LP z 2019 roku)

- Michał Wilczyński – producent reedycji CD z 2022 roku[3]
- Łukasz Hernik – współproducent i projekt graficzny reedycji CD z 2022 roku[3]
- Kamil Karolak – mastering (wersja CD z 2022 roku)[3]
- Wiktor Franczyszyn, Tadeusz Lejczak, z arch. Kazimierza Plewińkiego – zdjęcia[3]
- Przemysław Pomarański – obróbka zdjęć (wersja CD z 2022 roku)[3]